# Yvnnis
 (décembre 2024).
 (janvier 2025).
La mise en forme du texte ne suit pas les recommandations de Wikipédia : il faut le « wikifier ».
Les points d'amélioration suivants sont les cas les plus fréquents :
- Les titres sont pré-formatés par le logiciel. Ils ne sont ni en capitales, ni en gras.
- Le texte ne doit pas être écrit en capitales (les noms de famille non plus), ni en gras, ni en italique, ni en « petit »…
- Le gras n'est utilisé que pour surligner le titre de l'article dans l'introduction, une seule fois.
- L'italique est rarement utilisé : mots en langue étrangère, titres d'œuvres, noms de bateaux, etc.
- Les citations ne sont pas en italique mais en corps de texte normal. Elles sont entourées par des guillemets français : « et ».
- Les listes à puces sont à éviter, des paragraphes rédigés étant largement préférés. Les tableaux sont à réserver à la présentation de données structurées (résultats, etc.).
- Les appels de note de bas de page (petits chiffres en exposant, introduits par l'outil «  Source ») sont à placer entre la fin de phrase et le point final[comme ça].
- Les liens internes (vers d'autres articles de Wikipédia) sont à choisir avec parcimonie. Créez des liens vers des articles approfondissant le sujet. Les termes génériques sans rapport avec le sujet sont à éviter, ainsi que les répétitions de liens vers un même terme.
- Les liens externes sont à placer uniquement dans une section « Liens externes », à la fin de l'article. Ces liens sont à choisir avec parcimonie suivant les règles définies. Si un lien sert de source à l'article, son insertion dans le texte est à faire par les notes de bas de page.
- La présentation des références doit suivre les conventions bibliographiques. Il est recommandé d'utiliser les modèles {{Ouvrage}}, {{Chapitre}}, {{Article}}, {{Lien web}} et/ou {{Bibliographie}}. Le mode d'édition visuel peut mettre en forme automatiquement les références.
- Insérer une infobox (cadre d'informations à droite) n'est pas obligatoire pour parachever la mise en page.

Pour une aide détaillée, merci de consulter Aide:Wikification.
Si vous pensez que ces points ont été résolus, vous pouvez retirer ce bandeau et améliorer la mise en forme d'un autre article.
Yvnnis est un rappeur français originaire de Fontenay-sous-Bois dans le Val-de-Marne.

## Biographie

### Enfance et origines
Yvnnis est natif de Fontenay-sous-Bois dans le Val-de-Marne. Il est âgé de 21 ans en février 2024, ce qui lui donne une naissance en 2002,. Il donne peu d'information sur sa personne, laissant une distance entre lui et sa musique.
Pendant son enfance, la culture musicale que ses parents lui inculquent comprend par exemple la musique de Richard Bona et Pat Metheny, le rap français des années 2000 ou les classiques du RnB et du rap américain.

### Carrière

#### Débuts etSUMMER EMOTIONS TAPE(2020-2021)
Yvnnis partage ses premiers morceaux au début de l'année 2020, en plein confinement lié à la pandémie de Covid-19. Ses expérimentations le mènent déjà vers des mélodies et des paroles au sujet des relations amoureuses et des échecs sentimentaux, des aspects qui font partie intégrante de sa musique actuelle.
L'EP de trois titres SUMMER EMOTIONS TAPE est, en août 2021, le premier projet de la discographie de Yvnnis.

#### PARHELIAetETERNAL YOUTH(2022)
En octobre 2022, le média spécialisé Raplume écrit : "Yvnnis se place comme un artiste extrêmement prometteur, fort d’une proposition artistique singulière", en faisant référence à sa performance remarquable sur le Grünt #52 de NeS et à ses deux EPs PARHELIA et ETERNAL YOUTH sortis en cours d'année,.
Le premier remonte au mois de février et long de neuf titres en commun avec le compositeur rémois Lil Chick,. Au mois de mai sort le second, qui comprend parmi ses quatre titres notamment Vin italien, morceau qui est encore en 2024 son plus gros succès, avec près de 10 millions de streams sur Spotify,.

#### NOVAE(2023)
Booska-P sélectionne Yvnnis parmi ses onze artistes à suivre pendant l'année 2023. En janvier, celui qu'on surnomme YV dévoile un quatrième projet avec l'EP de dix titres NOVAE, pour un seul featuring, avec le Suisse AAMO. C'est un projet "qui l’installe un peu plus parmi les têtes incontournables de la nouvelle vague" pour le média spécialié La Pépite. Le projet est reconnu pour ses expérimentations diverses, entre boom-bap, drum & bass, trap électronique et autotune notamment.
Ce projet permet à Yvnnis de doubler son nombre d'auditeurs sur les plateformes de streaming et de se démarquer en concert, notamment à la Boule Noire, pour laquelle tous les billets partent en moins d'une heure. Il performe aussi en festival, comme le Grünt Festival, We Love Green ou encore Les Ardentes. En novembre 2023, il annonce une date à La Cigale, qui est complète en moins de cinq heures.

#### L'AFRO OU LES TRESSESetSCORE!(2024)
En janvier 2024, Yvnnis dévoile les neuf titres de L'AFRO OU LES TRESSES. Il est alors considéré comme "étendard de la nouvelle génération" par le journal alsacien DNA. En septembre, il se produit à l'Olympia de Paris.

## Style
Pour Raplume en octobre 2022, Yvnnis "surprend par sa grande versatilité, capable d’exceller sur des sons mélodieux autotunés comme sur des sons kickés percutants". Il aime sortir de sa zone de confort et s'essaie à tous types d'instrumentales, en passant par des ambiances mélancoliques, estivales, old style....

## Discographie

### EPs
- 2021 : SUMMER EMOTIONS TAPE
- 2022 : PARHELIA
- 2022 : ETERNAL YOUTH
- 2023 : NOVAE
- 2024 : L'AFRO OU LES TRESSES
- 2024 : SCORE!

### Singles
- 2021 : Strass avec Lil Chick
- 2022 : Héros
- 2023 : No Stress avec AAMO
- 2023 : Gare du Nord
- 2024 : Le piège
- 2024 : Pauleta
- 2025 : BARA

### Apparitions
- 2022 : Pocket de BRKBabyBoy
- 2022 : Call me back later de Lil Chick (sur l'EP _map_01)
- 2022 : Monétise de Lil Chick (sur l'EP _map_01)
- 2022 : CQSS de NeS (sur l'EP CQSS)
- 2022 : Paname Petit Café de Gemen (sur la mixtape Stele (3ème Partie))
- 2022 : Dans l'thème de Lyre, avec Dofla, Gemen et NeS (sur l'EP Intuition)
- 2023 : 2700 de Lyre, avec Gen (sur l'EP Jeunes & Insolents)
- 2022 : Colibri de NeS (sur l'album Cosmic)
- 2022 : Appel à l'aide de Enock (sur l'album Mort dans le film)
- 2023 : C'est mort qu'on m'aime de Planaway (sur l'EP Première rencontre)
- 2023 : -94°C de NeS (sur l'album Ca va aller)
- 2023 : No Stress de AAMO (sur l'EP Lakehouse Season)
- 2023 : Marche C de Caballero & JeanJass, avec NeS (sur la mixtape High & Fines Herbes - Edition 420)
- 2023 : Kylie Minogue de Lyre (sur l'EP merci, j'sais m'y prendre)
- 2024 : Pas un Vrai de JRK19 (sur l'album Maudit à vie)
- 2024 : Mitsubishi de Jaywill (sur l'album Cold Loner's Revenge)
- 2025 : Eurostar de Travy ft. Reggie (sur l'album Spooky)